# Orthocladius eurycnemoides
Orthocladius eurycnemoides är en tvåvingeart som först beskrevs av Edwards 1931.  Orthocladius eurycnemoides ingår i släktet Orthocladius och familjen fjädermyggor. Inga underarter finns listade i Catalogue of Life.